# Fronteras de Venezuela
Venezuela es un país ubicado en el extremo norte de América del Sur, su territorio continental se dispone entre el sistema ecogeográfico de la selva amazónica y el mar Caribe, además de ser cruzado por los llanos centrales y el sistema montañoso de cordilleras andino-costero; dichas circunstancias proporcionan al país la posesión de límites naturales y políticos. Su soberanía es ejercida dentro del territorio comprendido entre sus fronteras, excepto en el área en litigio de la Guayana Esequiba.

## Visión general

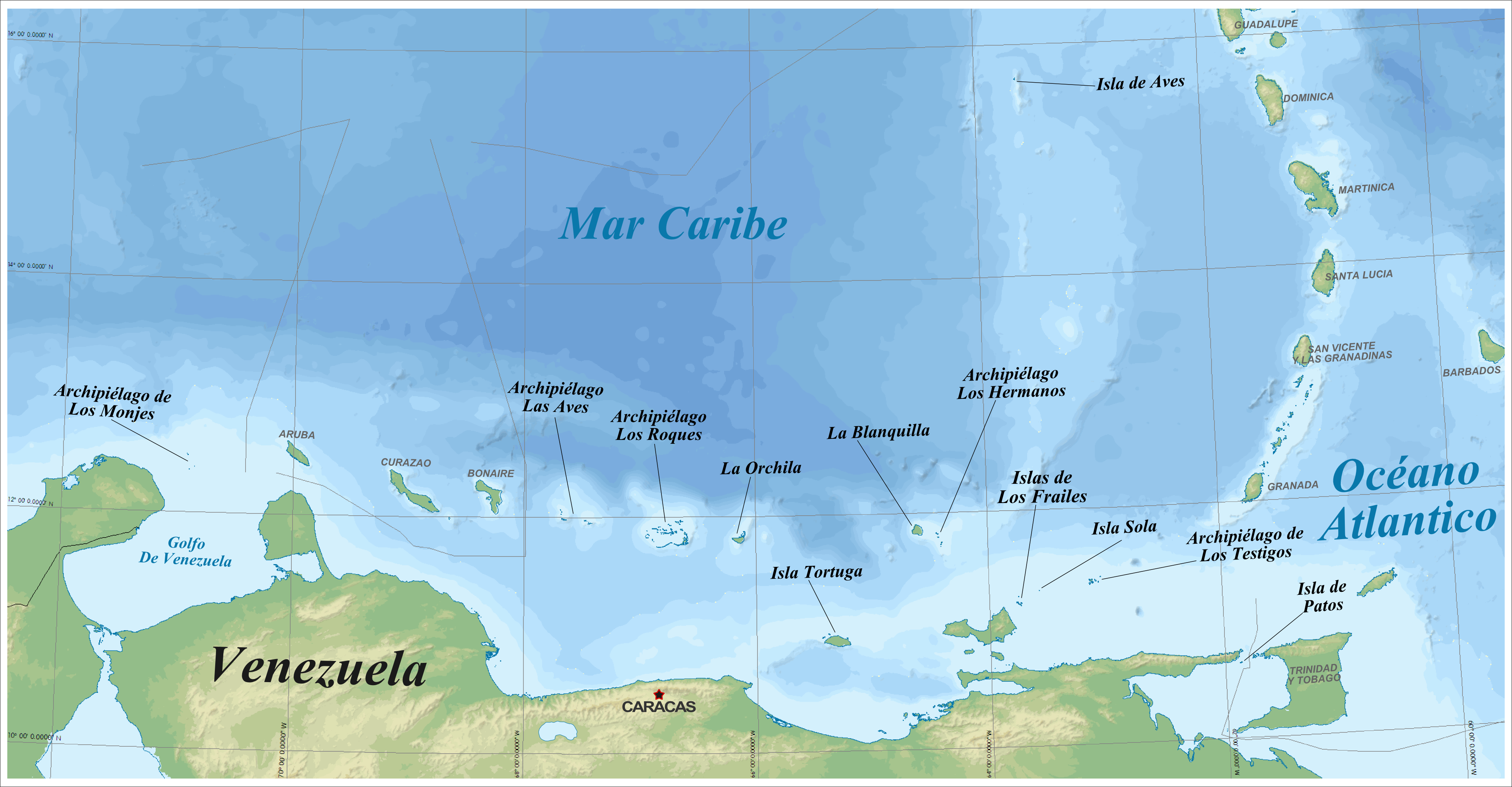
Dependencias Federales y mar territorial.

Venezuela limita con 12 estados y 6 dependencias. Tiene un total de 5161 km de fronteras terrestres que comparte con Colombia, Brasil y Guyana, y fronteras marítimas en el mar Caribe y en el océano Atlántico de las que ya tiene límites definidos con Estados Unidos (a través de Puerto Rico y las Islas Vírgenes de los Estados Unidos), el Reino de los Países Bajos (a través de Aruba, Curazao, Bonaire, Saba y San Eustaquio), República Dominicana, Francia (a través de Martinica y Guadalupe) y Trinidad y Tobago; tiene pendiente por definir con áreas marinas y submarinas con: Colombia, San Cristóbal y Nieves, Reino Unido (a través de Montserrat), Dominica, Santa Lucía, San Vicente y las Granadinas, Granada y Guyana. Adicionalmente, puede limitar en el océano Atlántico con un país adicional, Barbados, en un posible punto trifinio junto con Trinidad y Tobago, lo cual dependerá de la fijación de áreas marinas y submarinas de mutua aceptación entre los tres Estados.

## Fronteras terrestres

### Colombia

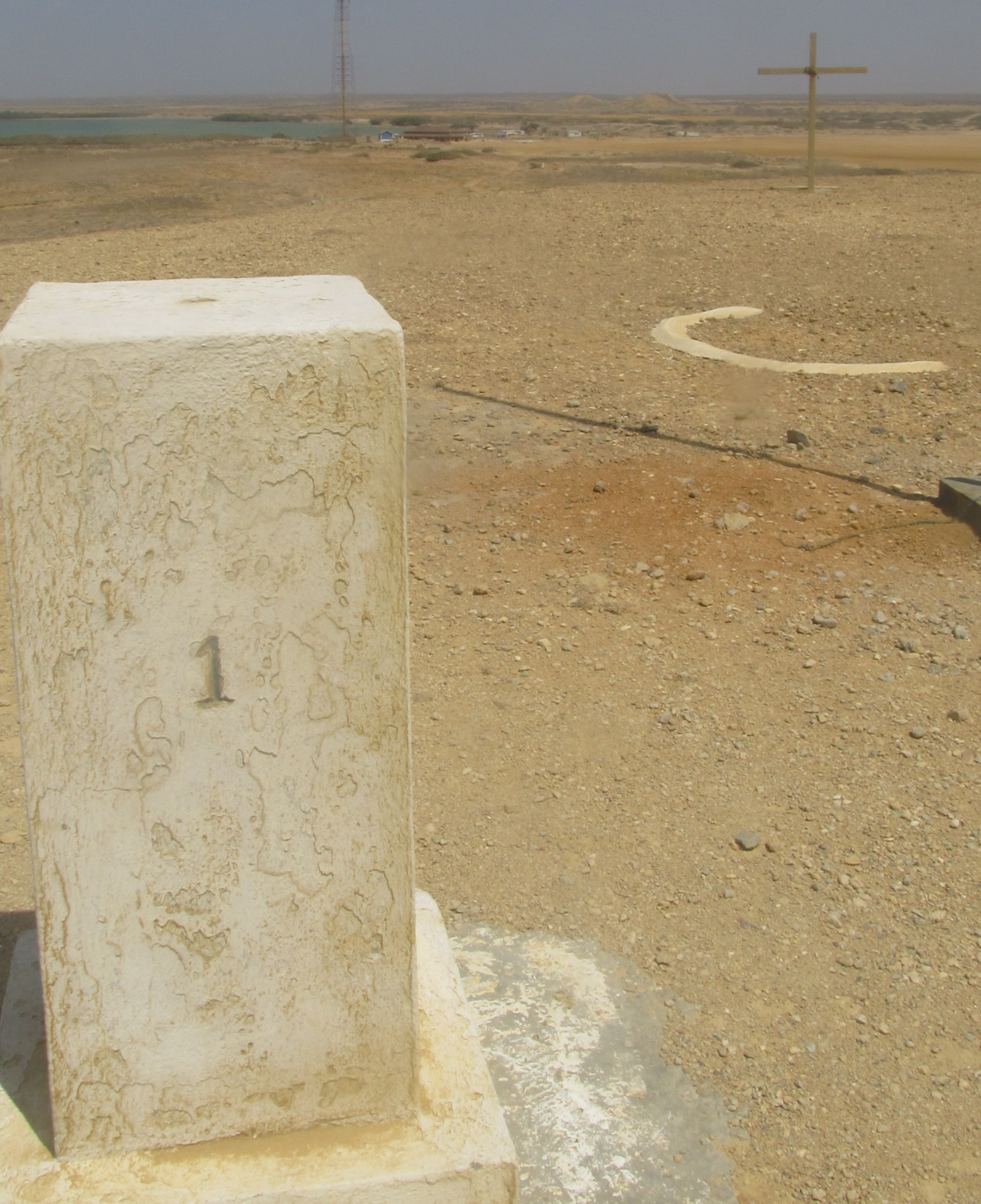
Primer hito entre Colombia y Venezuela.

Diferendo limítrofe en el Golfo de Venezuela.

La frontera con Colombia se extiende en un total de 2,341 km, siendo así la frontera más larga que poseen ambos países. Se extiende entre la península de La Guajira y la Piedra del Cocuy en el río Negro. Los estados que forman parte de la frontera son Zulia, Táchira, Apure y Amazonas.
Esta frontera ha estado sujeta a difíciles tratados que siguen los intereses de ambas naciones sobre los territorios que esta comprende, a ambos lados de la frontera; igualmente es una de las que más problemas sociales y económicos posee.
La frontera colombo-venezolana está actualmente delimitada por dos tratados (Laudo Español de 1891 y Tratado de 1941), sin embargo se han negociado cinco de ellos: Tratado Michelena-Pombo, Tratado Arosemena-Guzmán, Laudo Español de la Reina María Cristina, Sentencia del Consejo Federal Suizo y Tratado López de Mesa-Gil Borges.
Los límites parten desde el cabo Castilletes en línea recta hasta Matajuana, de la misma forma hasta Altos del Cedro y Motilones en la sierra de Perijá. De ahí se rige bajo las cimas montañosas de la sierra hasta el río Intermedio, luego hacia el Río de Oro, Catatumbo, Zulia, Oirá, Arauca, Meta y su desembocadura en el Orinoco. Desde ahí sigue el curso del Orinoco hasta los ríos Atabapo y Guainía y concluye en el punto trifinio "Piedra del Cocuy", que comparte con Brasil. La parte fronteriza que colinda con el estado Zulia se rige bajo accidentes geográficos montañosos, y la parte amazónica y apureña está determinada por la presencia de ríos y desembocaduras. 
Actualmente, Venezuela comparte junto con su frontera colombiana una gran cantidad de problemas sociales y políticos, como por ejemplo, la presencia de fuerzas guerrilleras en la línea fronteriza la alta cantidad de contrabando ilícito que entra al territorio nacional.[cita requerida]
Los puntos de acceso vial más importantes están comprendidos entre las poblaciones de Ureña-Cúcuta, San Antonio del Táchira-Cúcuta  por el principal puente binacional "Simón Bolívar-Francisco de Paula Santander" y Guarero (Zulia)-Maicao.

### Brasil

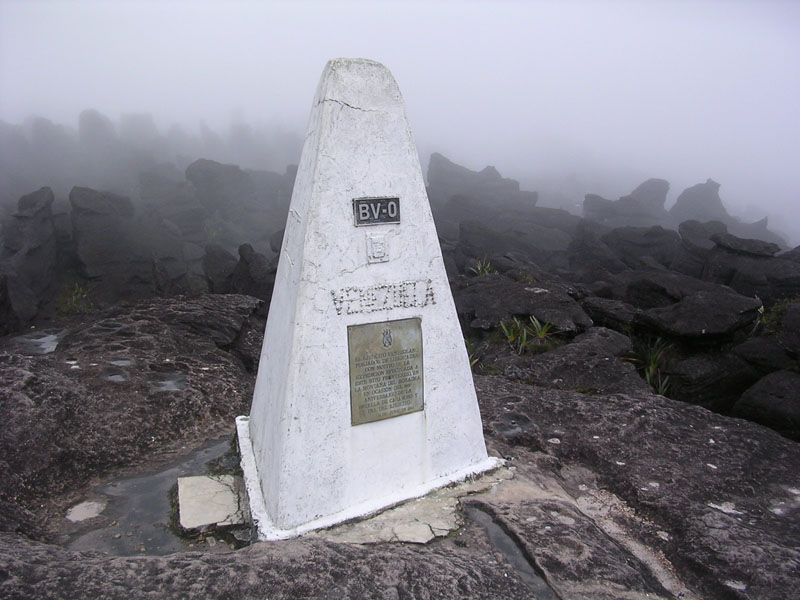
Tripunto ubicado en el Monte Roraima que demarca las fronteras entre Venezuela, Guyana y Brasil.

El territorio de Pirara incluye los afluentes de la Cuenca del Amazonas. Históricamente, esta zona estuvo bajo tratado con los españoles, quienes la consideraban brasileña.

El Tratado de límites y navegación fluvial del 5 de mayo de 1859 inició la delimitación de frontera entre Venezuela y Brasil; Brasil renuncia a favor de Venezuela todos sus posibles derechos en las cuencas de los ríos Orinoco y Esequibo, y a su vez Venezuela renuncia a favor de Brasil a todos los posibles derechos en las cuencas amazónicas, exceptuando una parte del río Negro. El 17 de mayo de 1988 ambos países celebran un nuevo tratado en el cual establecen una banda de 30 metros de ancho a cada lado de la línea fronteriza donde no pueden realizarse actividades ni obras. Esta frontera tiene una longitud de 2,199 kilómetros (de los cuales 90 son linderos convencionales y los otros 2.109 km corresponden con la divisoria de aguas entre las cuencas del Amazonas (Brasil) y del Orinoco (Venezuela)) atravesando las sierras de Imeri, Tapirapecó, Curupira y Urucuzeiro (Estado brasileño de Amazonas), Parima, Auari, Urutanim y Pacaraima (Estado de Roraima) y se ha demarcado mediante hitos fronterizos. El límite geográfico comienza en el punto trifinio Brasil-Colombia-trifinio en el río negro hasta el tepuy en el Monte Roraima donde empieza la reclamación venezolana en el territorio de la Guayana Esequiba
El punto de mayor importancia por acceso vial está comprendido entre las poblaciones de Santa Elena de Uairén, Venezuela y Pacaraima, Brasil.

### Guyana
La frontera que divide a Venezuela de Guyana ejerce soberanía hasta Punta de Playa (Delta Amacuro),  esta frontera se extiende en un total de 789 km, la cual es su punto más nororiental. Venezuela defiende a esta región bajo la administración de Guyana: La Guayana Esequiba.

## Fronteras marítimas

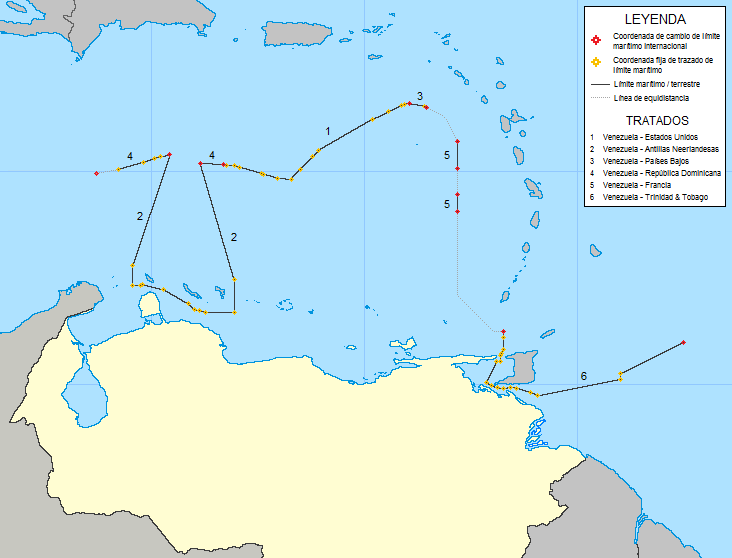
Mapa que muestra las fronteras marítimas de Venezuela.

En cuanto a los límites marítimos por definir, se consideran tres obstáculos importantes que han impedido, hasta los momentos, llegar a un acuerdo con cada uno de los países involucrados: con Colombia existen desacuerdos sobre el método de delimitación sobre las aguas del Golfo de Venezuela, con los estados anglosajones del Caribe oriental se cuestiona la soberanía y/o el mar patrimonial que le genera la isla de Aves a Venezuela, y con Guyana no puede delimitarse áreas marinas y sub-marinas hasta que no se haya resuelto el diferendo territorial sobre la Guayana Esequiba y el mar patrimonial que este genera.
Las fronteras marítimas en el mar Caribe y en el océano Atlántico de las que Venezuela ya tiene límites definidos de áreas marinas y submarinas son:
- Francia (a través de Martinica y Guadalupe)
- Islas Vírgenes de los Estados Unidos
- Países Bajos (a través de Aruba, Curazao; y los municipios especiales de Bonaire, Saba y San Eustaquio)
- Puerto Rico
- Dominica
- Trinidad y Tobago
- República Dominicana

Tiene pendiente por definir con áreas marinas y submarinas con:
- Barbados (en un posible punto trifinio junto con Trinidad y Tobago)
- Colombia
- Dominica
- Granada
- Guyana (adicionalmente, puede limitar en el océano Atlántico con un país adicional)
- Montserrat
- San Cristóbal y Nieves
- Santa Lucía
- San Vicente y las Granadinas

### Límites definidos

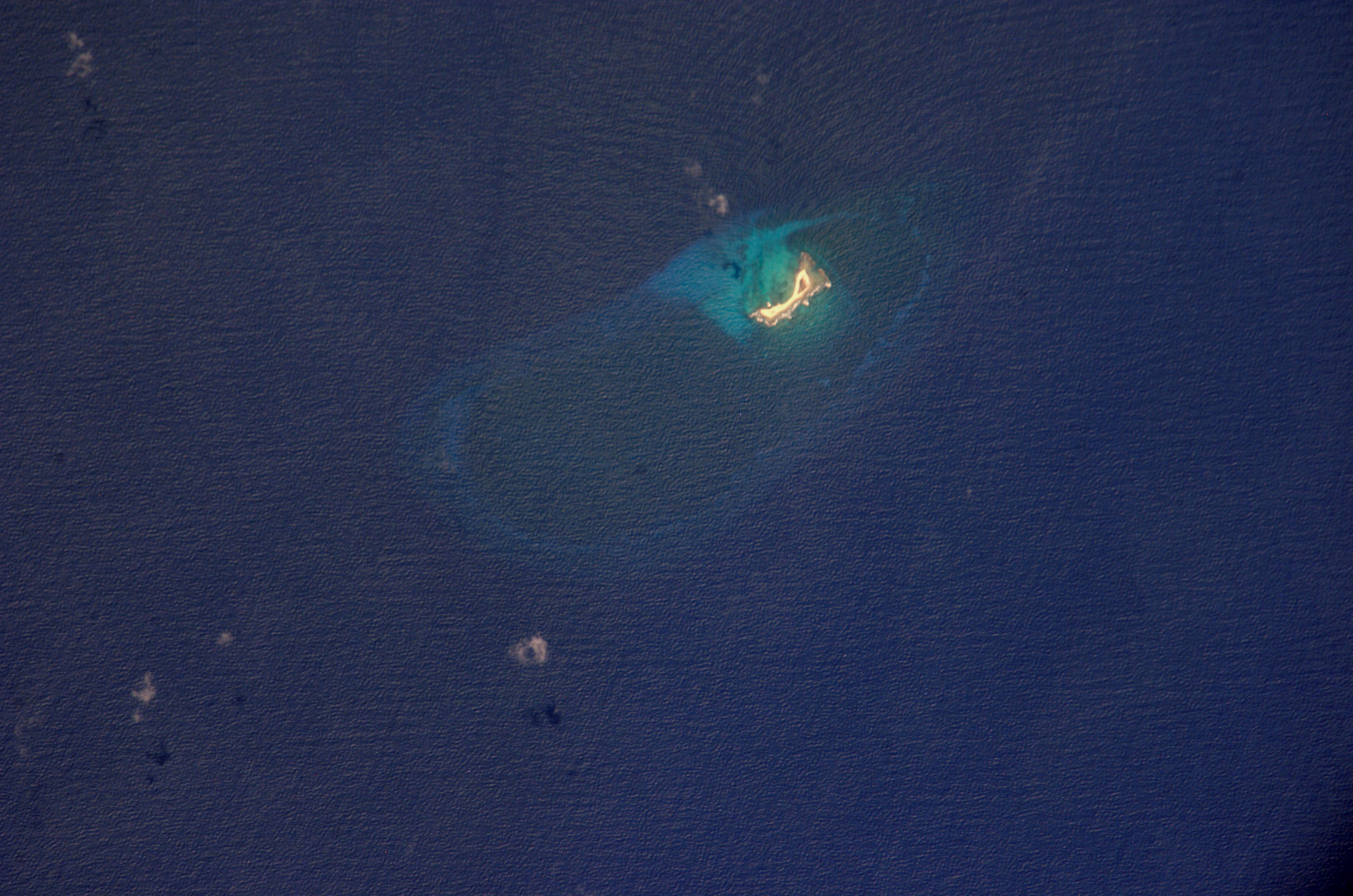
Isla de Aves, reconocida como isla venezolana que genera mar patrimonial por EE. UU., Francia y el Reino de los Países Bajos, no así totalmente por el Caribe Oriental anglosajón.

#### Estados Unidos
A través de Puerto Rico e Islas Vírgenes de los Estados Unidos de América.
- Documento: “Tratado de delimitación de ZEE  entre la República de Venezuela y los Estados Unidos de América”.
- Fecha: 28 de marzo de 1978.
- Lugar: Caracas, Venezuela.

La frontera está demarcada por los siguientes puntos:
1. 16°44′49″N 64°01′08″O / 16.74694, -64.01889
2. 16°43′42″N 64°06′31″O / 16.72833, -64.10861
3. 16°43′10″N 64°06′59″O / 16.71944, -64.11639
4. 16°42′40″N 64°08′06″O / 16.71111, -64.13500
5. 16°41′43″N 64°10′07″O / 16.69528, -64.16861
6. 16°35′19″N 64°23′39″O / 16.58861, -64.39417
7. 16°23′30″N 64°45′54″O / 16.39167, -64.76500
8. 15°39′31″N 65°58′41″O / 15.65861, -65.97806
9. 15°30′10″N 66°07′59″O / 15.50278, -66.13306
10. 15°14′06″N 66°19′57″O / 15.23500, -66.33250
11. 14°55′48″N 66°34′30″O / 14.93000, -66.57500
12. 14°56′06″N 66°51′40″O / 14.93500, -66.86111
13. 14°58′27″N 67°04′19″O / 14.97417, -67.07194
14. 14°58′45″N 67°05′17″O / 14.97917, -67.08806
15. 14°58′58″N 67°06′11″O / 14.98278, -67.10306
16. 14°59′10″N 67°07′00″O / 14.98611, -67.11667
17. 15°02′32″N 67°23′40″O / 15.04222, -67.39444
18. 15°05′07″N 67°36′23″O / 15.08528, -67.60639
19. 15°10′38″N 68°03′46″O / 15.17722, -68.06278
20. 15°11′06″N 68°09′21″O / 15.18500, -68.15583
21. 15°12′33″N 68°27′32″O / 15.20917, -68.45889
22. 15°12′51″N 68°28′56″O / 15.21417, -68.48222

#### Reino de los Países Bajos
A través de Aruba, Bonaire, Curazao, Saba y San Eustaquio.
- Documento: “Tratado de delimitación entre la República de Venezuela y el Reino de los Países Bajos”.
- Fecha: 31 de marzo de 1978.
- Lugar: Willemstad, Curazao.

La frontera está demarcada por los siguientes puntos:
Sector A: entre el oeste de Aruba y territorio venezolano (archipiélago Los Monjes):
1. 15°24′48″N 69°34′38″O / 15.41333, -69.57722 (Punto 1)
2. 12°49′00″N 70°25′00″O / 12.81667, -70.41667 (Punto 2)
3. 12°21′00″N 70°25′00″O / 12.35000, -70.41667 (Punto 3)

El archipiélago Los Monjes ha sido reconocido como territorio venezolano y tomado como referencia, junto con sus áreas marítimas, para trazar las líneas fronterizas entre Venezuela con el Reino de los Países Bajos y República Dominicana.

- Del punto 1 al 2, la línea en arco de circunferencia máxima.
- Del punto 2 al 3, la línea según el meridiano 70º25'00" oeste.

Sector B: entre las islas de Aruba, Bonaire y Curazao y la costa norte de Venezuela:
1. 12°21′00″N 70°09′51″O / 12.35000, -70.16417 (Punto 4)
2. 12°21′54″N 70°08′25″O / 12.36500, -70.14028 (Punto 5)
3. 12°15′46″N 69°44′12″O / 12.26278, -69.73667 (Punto 6)
4. 11°52′45″N 69°04′45″O / 11.87917, -69.07917 (Punto 7)
5. 11°45′30″N 68°57′15″O / 11.75833, -68.95417 (Punto 8)
6. 11°44′30″N 68°49′45″O / 11.74167, -68.82917 (Punto 9)
7. 11°40′00″N 68°36′00″O / 11.66667, -68.60000 (Punto 10)
8. 11°40′00″N 67°59′23″O / 11.66667, -67.98972 (Punto 11)

- Del punto 3 al 4, la línea según el paralelo 12º21'00" norte.
- Del punto 4 al 5, la línea en arco de circunferencia máxima.
- Del punto 5 al 6, la línea en arco de circunferencia máxima.
- Del punto 6 al 7, la línea en arco de circunferencia máxima.
- Del punto 7 al 8, la línea en arco de circunferencia máxima.
- Del punto 8 al 9, la línea en arco de circunferencia máxima.
- Del punto 9 al 10, la línea en arco de circunferencia máxima.
- Del punto 10 al 11, la línea según el paralelo 11º40'00" norte.

Sector C: entre Bonaire y territorio venezolano:
1. 12°27′00″N 67°59′23″O / 12.45000, -67.98972 (Punto 12)
2. 15°14′28″N 68°51′44″O / 15.24111, -68.86222 (Punto 13)

- Del punto 11 al 12, la línea según el meridiano 67º59'23" oeste.
- Del punto 12 al 13, la línea en arco de circunferencia máxima.

Sector D: entre las islas Aves, Saba y San Eustaquio:
1. 16°44′49″N 64°01′08″O / 16.74694, -64.01889 (Punto 14)
2. 16°40′50″N 63°37′50″O / 16.68056, -63.63056 (Punto 15)
3. 16°40′01″N 63°35′20″O / 16.66694, -63.58889 (Punto 16)

- Del punto 14 al 15, la línea en arco de circunferencia máxima.
- Del punto 15 al 16, la línea en arco de circunferencia máxima.

El punto 1 del tratado entre Venezuela y los Estados Unidos coincide exactamente con el punto 14 del tratado entre Venezuela y el Reino de los Países Bajos.

#### República Dominicana
- Documento: Tratado sobre delimitación de áreas marinas y submarinas entre la República de Venezuela y la República Dominicana.
- Fecha: 3 de mayo de 1979.
- Lugar: Santo Domingo, República Dominicana

La frontera está demarcada por los siguientes puntos:
Sector A (oeste):
1. 15°24′48″N 69°34′38″O / 15.41333, -69.57722 (Punto 1)
2. 15°22′45″N 69°41′50″O / 15.37917, -69.69722 (Punto 2)
3. 15°19′04″N 69°56′18″O / 15.31778, -69.93833 (Punto 3)
4. 15°15′50″N 10°08′09″O / 15.26389, -10.13583 (Punto 4)
5. 15°02′08″N 70°52′50″O / 15.03556, -70.88056 (Punto 5)
6. 14°57′52″N 71°24′19″O / 14.96444, -71.40528 (Punto 6)

- De los puntos 1 al 6, las líneas geodésicas que unen cada punto.
- Desde el punto 6, un rumbo verdadero constante siguiendo el azimut 270º, 68 o sea de un rumbo N.º 89º,32 oeste, hasta otro punto, donde la delimitación debe hacerse con un tercer estado.

Sector B (este):
1. 15°14′28″N 68°51′44″O / 15.24111, -68.86222 (Punto 7)
2. 15°12′51″N 68°28′56″O / 15.21417, -68.48222 (Punto 8)

- Del punto 6 al 7, una la línea geodésica cuyo azimut es de 94°,13 o sea un rumbo E4°, 13 S.

Los puntos 1 y 7 del tratado entre Venezuela y la República Dominicana coinciden exactamente con los puntos 1 y 13 del tratado entre Venezuela y el Reino de los Países Bajos.

#### Francia
A través de Guadalupe y Martinica.

Frontera marítima entre Francia y Venezuela, remarcada en rojo.

- Documento: “Tratado de delimitación entre el gobierno de la República de Venezuela y el gobierno de la República Francesa”.
- Fecha: 17 de julio de 1980.
- Lugar: Caracas, Venezuela.

La frontera está demarcada por la siguiente línea:

La línea de delimitación marítima entre la República de Venezuela y la República Francesa costa afuera de Guadalupe y Martinica, está constituida por el meridiano sesenta y dos grados, cuarenta y ocho minutos, cincuenta segundos (62º,48',50").

#### Trinidad y Tobago

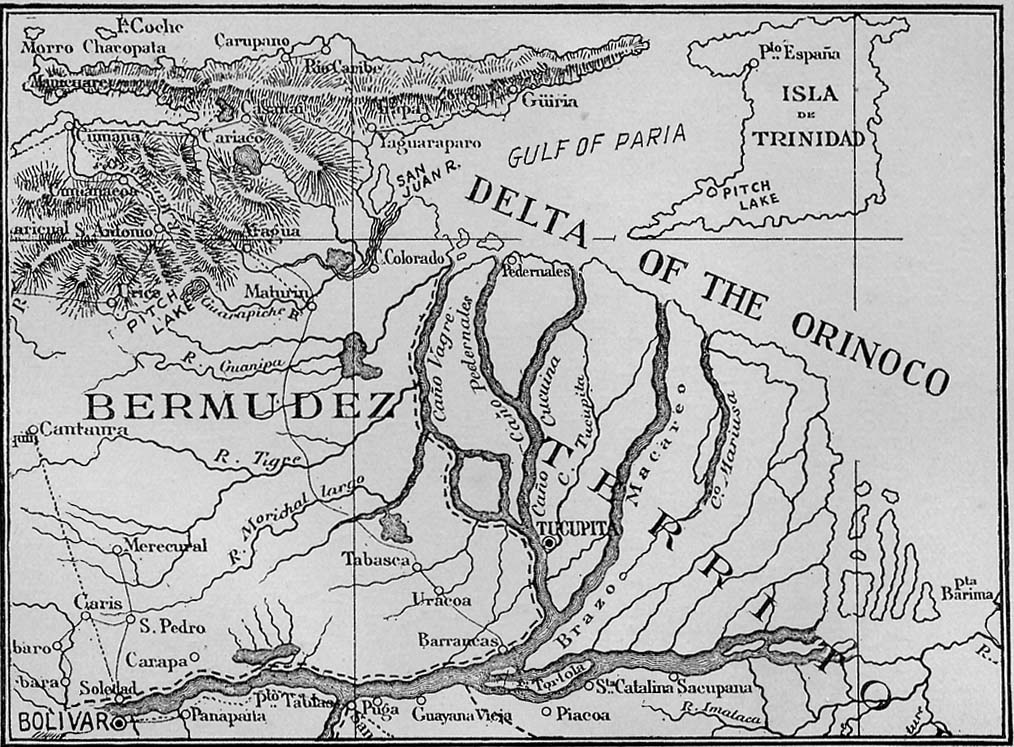
Una salida franca a aguas internacionales, el tráfico histórico hacia el río Orinoco y el aluvión de sedimentos que este arroja al mar fueron considerados para establecer los límites entre Trinidad y Tobago con Venezuela en el océano Atlántico.

- Documento: “Tratado entre la República de Venezuela y la República de Trinidad y Tobago sobre la delimitación de áreas marinas y submarinas”.
- Fecha: 18 de abril de 1990.
- Lugar: Caracas, Venezuela.

La frontera está demarcada por los siguientes puntos:
1. 11°10′30″N 61°43′46″O / 11.17500, -61.72944
2. 10°54′40″N 61°43′46″O / 10.91111, -61.72944
3. 10°54′15″N 61°43′52″O / 10.90417, -61.73111
4. 10°48′41″N 61°45′47″O / 10.81139, -61.76306
5. 10°47′38″N 61°46′17″O / 10.79389, -61.77139
6. 10°42′52″N 61°48′10″O / 10.71444, -61.80278
7. 10°35′20″N 61°48′10″O / 10.58889, -61.80278
8. 10°35′19″N 61°51′45″O / 10.58861, -61.86250
9. 10°02′46″N 62°04′59″O / 10.04611, -62.08306
10. 10°00′29″N 61°58′25″O / 10.00806, -61.97361
11. 09°59′12″N 61°51′18″O / 9.98667, -61.85500
12. 09°59′12″N 61°37′50″O / 9.98667, -61.63056
13. 09°58′12″N 61°30′00″O / 9.97000, -61.50000
14. 09°52′33″N 61°13′24″O / 9.87583, -61.22333
15. 09°50′55″N 60°53′27″O / 9.84861, -60.89083
16. 09°49′55″N 60°39′51″O / 9.83194, -60.66417
17. 09°53′26″N 60°16′02″O / 9.89056, -60.26722
18. 09°57′17″N 59°59′16″O / 9.95472, -59.98778
19. 09°58′11″N 59°55′21″O / 9.96972, -59.92250
20. 10°09′59″N 58°49′12″O / 10.16639, -58.82000
21. 10°16′01″N 58°49′12″O / 10.26694, -58.82000
22. 11°24′00″N 56°06′30″O / 11.40000, -56.10833

- Del punto 1, hacia el norte, en rumbo verdadero constante siguiendo el meridiano 61º43'46" oeste, hasta llegar al punto de encuentro con la jurisdicción de un tercer Estado.
- Del punto 1 al 21, por las líneas geodésicas que los unen.
- Del punto 21 al 22 y más allá, siguiendo el azimut 67º hasta llegar al borde de la zona internacional de los fondos marinos.

### Límites por definir

#### Colombia
Longitud: 430 km.

#### San Cristóbal y Nieves
Longitud: 80 km.

#### Reino Unido
A través de Montserrat. Longitud: 85 km.

#### Dominica
Longitud: 80 km.